# Димитър Мишев (публицист)
 Тази статия е за публициста.  За радиоинженера вижте Димитър Мишев (инженер).  
Димитър Мишев Димитров с псевдоним Бранков е български книжовник, публицист и политик, дългогодишен секретар на Българската екзархия, действителен член на Българската академия на науките.

## Биография
Димитър Мишев е роден във Видин през 1854 година. Родът му произхожда от село Бранковци и Мишев подписва някои свои публикации като Бранков. Майка му умира, докато е малък. Основното си образование получава във Видин, където съученици са му Михалаки Георгиев, Найчо Цанов и Тома Лозанов. На 12 години става чирак-абаджия при майстор Петко Мострата, при когото е чиракувал и Михалаки Георгиев. В 1871 година завършва II клас и екзарх Антим I го взема в Цариград, а по-късно го изпраща да учи в Габровската гимназия, която завършва през 1876 година. В същата година учителства за малко в Орхание (днес Ботевград), но при избухването на Руско-турската война (1877 – 1878) се премества в София, където работи в държавната фабрика в Княжево с директор Илия Цанов. След освобождението на града от руските войски става преводач на софийския окръжен началник. След Берлинския конгрес, на 28 септември 1978 година написва стихотворението си „Македония“ – протест срещу разпокъсването на България.
В 1879 година Видинското училищно настоятелство го кани за учител във Видин, но Мишев започва работа като учител Лом. На следната 1880 година приятелят му Михалаки Георгиев, директор на класното училище във Видин, успява да го привлече и Мишев в учебната 1880/1881 година преподава там. В периода 1883 – 1884 година издава вестник „Свобода“ – първия следосвобожденски вестник във Винин. В него се поместват обществени и културни статии, а също така и преводи на Тургенев и Гогол. Жени се за Севастица Шишманова, дъщеря на виден търгтовец, с която има 6 деца.
Включва се активно в политическия живот на новоосвободена България на страната на Народнолибералната партия – избран е за народен представител в IV ОНС (1884 – 1886) и активно участва в списването на вестник „Търновска конституция“ (1884 – 1888) и на литературното списание „Свети Климент“.
В 1886/1887 година преподава в Еврейското училище в София. Заедно със своя колега Стефан Костов пише няколко учебника, сред които и голяма двутомна христоматия, използвана и в Княжеството и в Македония и Одринско. От 1890 до 1894 година преподава в Сливенската мъжка гимназия, а след това в 1894 година в Българското екзархийско училище в Цариград. В Цариград е привлечен от екзарх Йосиф като секретар на Българската екзархия. На този пост Мишев остава до 1901 година. Пътуванията му като секретар на Екзархията из Македония му позволяват да подготви фундаменталния си труд „Македония и нейното християнско население“, издаден през 1905 година в Париж под псевдонима Бранков. От 1894 година до 1897 година издава литературното списание „Библиотека“, предназначено за българите в Османската империя.
Димитър Мишев е основен учредител на „Църковен вестник“ през 1900 година и негов пръв главен редактор до 1903 и после отново от 1907 до 1915 година. В Цариград започва да издава списание „Библиотека“ (1901 – 1912), списание „Свободно мнение“, вестник „Балкански сговор“.
Мишев е член на Демократическата партия, като известно време е и в състава на Върховния партиен съвет. От 1908 до 1911 година Мишев е депутат от листата на Демократическата партия от Видинския избирателен район в XIV обикновено народно събрание. В 1914 година е избран за депутат за трети път, но изборът му е касиран.
При избухването на Първата световна война заедно с Иван Вазов и голяма група български писатели и интелектуалци отправя открито писмо до царя и правителството за опасността от втора национална катастрофа. Един от синовете му загива в Балканската, а втори в Първата световна война.
От 1917 година до края на войната участва в няколко мисии на общественици и дипломати, които имат за цел да пропагандират българската кауза. Участва и в издаване на книги, списания и брошури на чужди езици със същата цел. През 1916 година завършва и издава книгата си „България в миналото“. Книгата е преведена на английски език през 1919 година под заглавието „The Bulgarians in the past. Pages from the bulgarian cultural history“.
След Първата световна война Димитър Мишев издава вестник „Плебисит“, който има за цел да защити българските претенции върху Македония и работи за помирението на различните македонстващи фракции в България. Член е и на редколегиите на „Нашите пленници“ (1921), „Пролет“ (1924 – 1925), „Църковен архив“ (1924 – 1931), „Отец Паисий“ (1928 – 1932) и други.
Димитър Мишев издава в три големи тома, като издание на Светия Синод, „Църковен архив“, съответно през 1925, 1929 и 1931 г. Създава всебългарски съюз „Отец Паисий“ и редактира неговият орган списание „Отец Паисий“. Ръководител е на българската секция на лигата за защита правата на човека и гражданина на Дружеството за мир към Общността на народите.
Димитър Мишев умира през 1932 година в София. Негов личен архивен фонд се съхранява в Държавна агенция „Архиви“.